# 1875.
◄ | 18. stoljeće | 19. stoljeće | 20. stoljeće | ►
◄ | 1840-ih | 1850-ih | 1860-ih | 1870-ih | 1880-ih | 1890-ih | 1900-ih | ►
◄◄ | ◄ | 1872. | 1873. | 1874. | 1875. | 1876. | 1877. | 1878. | ► | ►►
Arhitektura • Astronomija • Biologija • Film • Fotografija • Glazba • Kazalište • Kemija • Kiparstvo • Knjige • Književnost • Kršćanstvo • Meteorologija • Medicina • Planinarstvo • Politika • Pravo • Promet • Slikarstvo • Šport • Znanost • Željeznički promet

## Događaji
- 19. lipnja – Počeo Hercegovački ustanak Hrvata protiv osmanske vladavine.

## Rođenja
- 14. siječnja – Albert Schweitzer, alzaško-njemački liječnik, protestantski teolog, filozof i glazbenik († 1965.)
- 19. siječnja – Hiram Bingham, američki arheoloh, otkrivač Machu Picchua († 1956.)
- 7. ožujka – Maurice Ravel, francuski skladatelj († 1937.)
- 11. travnja – Ivan Baša, slovenski pisac († 1931.)
- 20. travnja – Vladimir Vidrić, hrvatski književnik († 1909.)
- 25. travnja – Valeriu Traian Frențiu, rumunjski grkokatolički biskup († 1952.)
- 6. lipnja – Thomas Mann, njemački književnik, Nobelova nagrada za književnost, 1929. († 1955.)
- 9. lipnja – Henry Hallett Dale, engleski liječnik, nobelovac († 1968.)
- 23. lipnja – Carl Milles, švedski kipar († 1955.)
- 11. srpnja – Fran Binički, hrvatski svećenik, pisac († 1945.)
- 26. srpnja – Carl Gustav Jung, švicarski psiholog i psihijatar († 1961.)
- 12. rujna – Dragutin Domjanić, hrvatski pjesnik († 1933.)
- 22. rujna – Mikalojus Konstantinas Čiurlionis, litvanski slikar i skladatelj († 1911.)
- 31. listopada – Vallabhbhai Patel, indijski političar († 1950.)
- 4. prosinca – Rainer Maria Rilke, austrijski književnik († 1926.)
- 29. prosinca – Pablo Casals, španjolski violočelist, dirigent i skladatelj († 1973.)

## Smrti
- 22. veljače – Camille Corot, francuski slikar (* 1796.)
- 14. srpnja – Guillaume Henri Dufour, švicarski general (* 1787.)
- 11. prosinca – Štefan Pinter, slovenski pjesnik (* 1831.)
- 20. prosinca – Vjekoslav Babukić, hrvatski jezikoslovac (* 1812.)
- 31. prosinca – Andrew Johnson, američki političar i predsjednik (* 1808.)

## Vanjske poveznice
|  | Zajednički poslužitelj ima još gradiva o temi 1875. |